# Wielsbeke
Wielsbeke è un comune belga di 9 367 abitanti, situato nella provincia fiamminga delle Fiandre Occidentali.